# Hagar no deserto (Pittoni)
Hagar no deserto (em inglês: Hagar in the Desert), é uma obra de arte do artista italiano Giambattista Pittoni. O trabalho, realizado em torno de 1720, é exibido no Basílica de Santa Maria Gloriosa dei Frari.

## Descrição
Hagar, a donzela egípcia de Sara, foi mãe de Ismael, o primeiro filho de Abraão. Quando Isaque, filho de Sarah, zombou de seu irmão mais novo, Ismael, Sarah pediu a Abraão que o proibisse, junto com sua mãe. Antes de mandá-los embora, Abraão deu-lhe pão e uma garrafa de água e os enviou ao deserto de Berseba.
Quando a água acabou, Hagar colocou Ismael debaixo de um arbusto para morrer e depois sentou-se um pouco distante, chorando. Mas um anjo apareceu, tradicionalmente o arcanjo Miguel, que lhe revelou um poço de água próximo, para que ambos fossem salvos. Duas cenas, o exílio e a aparência do anjo são comuns na pintura italiana e holandesa do século XVII.